# Day of the Moon
"Day of the Moon" (KBS 더빙판: 달의 날)은 영국의 SF 드라마 닥터 후 시즌 6의 두번째 에피소드로, 2011년 4월 30일 영국 BBC One과 미국 BBC 아메리카에서 처음 방영되었다. 총괄프로듀서 스티븐 모펏이 각본을, 토비 하인스가 감독을 맡았으며, 앞서 4월 23일 방영된 "The Impossible Astronaut"과 함께 2부작으로 구성되어 있으며 제2부에 해당된다.
1969년 미국으로 간 외계인 시간여행자 닥터 (맷 스미스 분)와 동행자 에이미 폰드 (캐런 길런 분), 로리 윌리엄스 (아서 다빌 분), 고고학자 리버 송 (앨릭스 킹스턴 분)은 FBI 요원 캔턴 에버렛 델라웨어 3세 (마크 셰퍼드 분)과 함께 한번 마추치고선 그 존재의 기억을 잊어버리는 외계인 종교결사 '사일런스'에 맞서 인류의 해방을 이끄는 작전에 나선다.
"The Impossible Astronaut"와 함께 이번 시즌의 어두운 시작을 장식하는 이야기로 기획된 이 에피소드는 닥터후 역사상 처음으로 미국 로케이션 촬영이 이뤄졌다. 모펏은 줄거리상에 51구역, 아폴로 11호 달 착륙, 리처드 닉슨 대통령 (스튜어트 밀리건 분)이란 소재를 한데 모으는 것에 집중하였다. 영국에서는 최종 시청자수가 총 730만 명을 기록하였다. 평론가들은 대체로 긍정적인 평가를 내놓았으나, 작중 해소되지 않은 의문점들이 너무 많은 것을 우려하는 평이 많았다.

## 줄거리

### 전개
우주복을 입은 소녀로부터 벗어난 11대 닥터와 동행자 에이미, 로리, 리버 송, 그리고 전 FBI 요원 캔턴 에버렛 델라웨어 3세는 이후 석달간 외계 종교단 '사일런스'의 규모를 추적하고, 그들이 전 지구에 있으며 만나는 인간마다 최면 후 암시를 주는 능력이 있음을 알아낸다. 닥터가 아폴로 11호에 탑재될 콜롬비아 사령선의 일부 장치를 변경하는 사이, 캔턴과 에이미는 우주복을 입은 소녀가 어디서 왔는지를 알아내기 위해 플로리다의 인근에 있는 고아원을 방문한다. 사일런스들은 에이미를 납치하여 지하 통제실로 데려간다. 캔턴은 사일런스 중 하나를 저격하는 데 성공하고, 그로부터 닥터는 사일런스의 이름을 알아낸다.
한편 리버 송은 텅 비어버린 우주복을 분석하면서 그 안에 있던 소녀가 우주복을 벗고 나올 만큼 엄청난 위력을 가지고 있다는 사실, 그리고 두려움에 떨면서 지구상에서 가장 막강한 인물인 리처드 닉슨 미 대통령을 호출할 수 있었던 것은 우주복의 첨단 생명유지 기술 덕이었다는 사실을 알아낸다. 그 직후 닥터는 사일런스가 인류를 잠식해 온 이유가 우주복을 확보하기 위해서였음을 깨닫는다. 그간 사일런스는 인류의 기술 발전을 이끌어 우주 경쟁에 나설 정도까지 이끌어 왔던 것이었고, 우주복의 확보는 곧 사일런스의 계획에 없어서는 안될 요소였던 것이다. 한편 캔턴은 총상을 입고 생포된 사일런스를 심문한다. 사일런스는 인류가 "...우리를 보는 순간 모두 죽여야 하겠지"만 본 사실조차 기억하지 못할 것이라 비꼰다. 캔턴은 에이미의 휴대폰으로 사일런스의 말을 녹화해 둔다.
닥터는 납치된 에이미의 위치를 추적하여 타디스를 타고 닷새 후 사일런스의 관제실로 향한다. 리버 송과 로리가 사일런스를 저지하는 사이, 닥터는 그들에게 달 착륙 중계방송을 보여준다. 사일런스들이 지켜보는 사이 닥터는 아폴로 11호의 콜롬비아 사령선 내 관제모듈을 개조하여, 앞서 생포된 사일런스가 "우리를 보는 순간 모두 죽여야 하겠지"라고 말하는 영상을 달 착륙 순간의 중계화면에 삽입한다. 이 메시지를 본 전세계의 인간들은 이제 사일런스들을 볼 때마다 그들을 제거하게 되었다. 닥터 일행은 에이미를 풀어주고 타디스에 오른다. 리버 송은 관제실의 모든 사일런스들을 죽인다.
모든 사건을 해결한 닥터는 캔턴과 닉슨 대통령에게 작별인사를 하고, 리버 송과 키스하며 감옥으로 돌려보낸다. 에이미는 갑자기 닥터에게 임신하면 타디스를 타고 여행을 다닐 때 뱃속 아기한테 영향이 미치지 않을지 걱정된다고 말한다. 닥터가 추궁하자 에이미는 물론 아직 임신하지는 않았다고 얼버무린다. 이에 닥터는 타디스를 출발시킨 뒤 몰래 스캐너를 이용해 에이미의 임신 여부를 검사한다. 그로부터 6개월 뒤, 우주복을 입은 소녀는 죽어가는 몸으로 뉴욕의 뒷골목에 나타난다. 소녀는 자기 몸을 고칠 수 있다며 재생성을 시작한다.

### 다른 에피소드와의 연관성
사일런스의 관제실로 향했을 때 등장한 '시간엔진'은 시즌5 "The Lodger"에서 모습을 드러낸 적이 있다. 닥터는 시간엔진을 보고 "애이크맨 로드랑 정말 똑같군" (very Aickman Road)라고 말하는데 이는 해당 에피소드에서 그 엔진을 쓰던 외계우주선이 이층집 행세를 한 것을 언급하는 부분이다.
사일런스가 닥터에게 자신의 이름을 공개하자, 닥터는 사일런스에 대해 처음으로 언급이 나왔던 "The Eleventh Hour"와 "The Vampires of Venice"의 사건을 떠올린다. 한편 '안대를 쓴 여자' (프랜시스 바버 분)가 이번 에피소드에서 처음으로 등장하는데, 이후 "The Curse of the Black Spot"과 "The Rebel Flesh"에서도 비슷한 모습으로 등장하며, 그 정체는 "The Almost People"에서 드러난다. 에피소드 막바지에서 닥터가 타디스의 스캐너로 에이미의 임신 상태를 검사하는 장면도 "The Curse of the Black Spot"과 "The Rebel Fesh"에서 다시 등장한다.
닥터와 로리는 로마가 멸망할 때의 기억에 대해 이야기하는 장면이 있다. 로리는 시즌5 "The Big Bang"에서 오톤의 몸으로 판도리카의 곁을 지켰기에 로마의 멸망을 목격할 수 있었고, 닥터의 경우 1대 닥터 시절 <The Romans> (1965년)에서 간접적으로 로마 대화재를 일으키는 연출이 소개된다. 에피소드 시작 부분에서 닥터는 51구역에 포로로 잡혀 있는데, 이 51구역은 이전에 10대 닥터 시절 애니메이션인 <Dreamland>에서도 무대로 나왔다.

## 제작

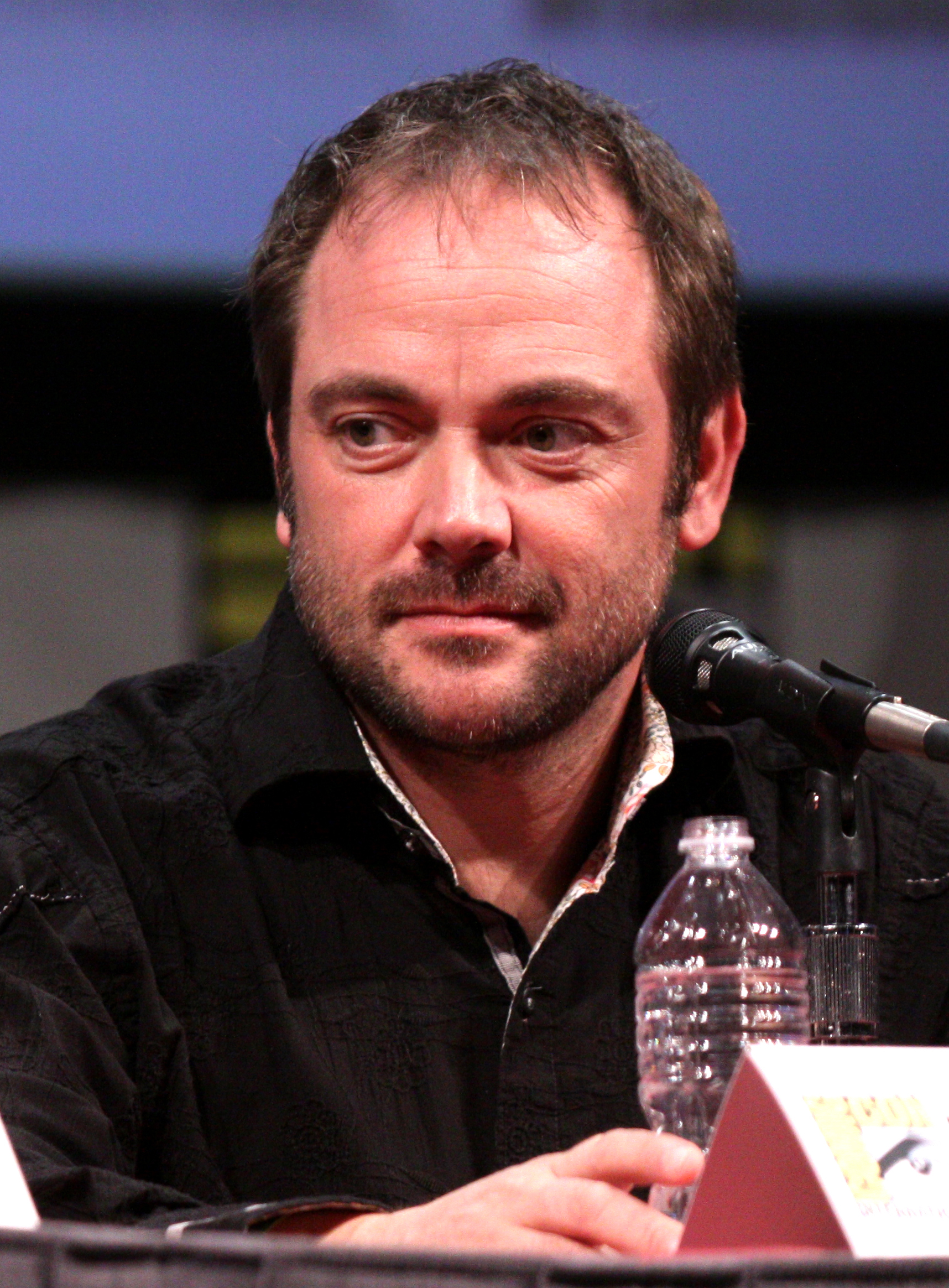
오프닝 장면은 캔턴 역의 배우 마크 셰펴드가 미국 TV 드라마에서 주로 악역으로 출연해 왔던 것을 바탕으로 연출되었다.

시즌6의 대표작가를 맡은 스티븐 모펏은 방송 전 이번 에피소드가 시즌 내 가장 어두운 오프닝 중 하나가 될 것이라고 밝혔다. 토비 하인스 감독은 "The Impossible Astronaut" / "Day of the Moon" 같은 어두운 에피소드를 통해 드라마가 "더 위험한 영역"으로 진입할 수 있다고 본다고 밝혔다. 사일런스의 외관은 에드바르 뭉크의 그림 <절규> (1893년)에서 부분적으로 영감을 받았다. 사일런스라는 악당을 처음 등장시킨 것은 프로듀서들에게 "큰 도전"이 되었는데 시즌5에서 밝혀진 "침묵이 내릴 것이다" (silence will fall)라는 말과 느슨하게 연결되기 때문이다. 모펏은 해당 설정이 시즌5에만 그치지 않고 계속하는 것이 더 재미있을 것이라는 생각 하에 사일런스라는 실제 조직을 구상하게 되었다는 후문이다. 에피소드 극초반부에서는 캔턴 델라웨어가 주인공들을 기만하고 적대적인 자세로 몰아붙이는데, 이는 배우 마크 셰퍼드가 미국 드라마에서 악역으로 활동했던 과거를 바탕으로 한 것이다. 또 닥터를 51구역에 수감시켜 수염이 수북히 자란 모습을 연출하는 데에도 열중했다. 촬영 당시 닥터 역의 맷 스미스는 수염을 기르기 어려웠기에 가짜 수염을 떼어내기 어려운 접착제로 붙였다.
닉슨 대통령이 이번 이야기에서 활약하게 된 것은 우연이었다. 모펏은 달 착륙 시기를 배경으로 설정하고 싶었고 그 시기의 미국 대통령을 찾았다. 처음에는 닉슨 대통령이 "쓰레기 같다" (such a rubbish one)는 사실에 실망한 모펏은, 시즌3 "The Sound of Drums"에서 등장한 색슨 총리처럼 이름이 따로 없는 통상적인 미국 대통령을 가장해 등장시키는 것을 잠시 고려하기도 했다. 그러나 이후 "실제 사건에 조금이라도 기반한 이야기에는 적합하지 않다"는 생각이 들었고 닉슨 대통령을 활용하는 것이 재미있을 수도 있겠다는 결론을 내렸다. 닉슨에게는 "우스꽝스러울 정도로 어색한" 뭔가가 있다고 보았고, 닥터가 자신이 좋아하지 않는 사람과 함께 일해야 한다는 것도 흥미로울 것이라는 생각이다. 작중 닉슨 대통령과 관련해서는 실제 사건인 워터게이트 스캔들과 데이비드 프로스트가 언급된다.
오프닝 장면 대부분은 실제로 미국 유타주에서 촬영되었다. 캔턴 델라웨어가 에이미를 쫓는 장면은 유타주의 신들의 계곡에서 촬영됐다. 캐런 길런은 고도차로 인해 달리기가 힘들었다는 소감을 남겼다. 에이미가 캔턴과 대결하는 장면은 원래 각본상에서는 사일런스 세 명이 지켜보는 가운데 벌어지는 일이었으나 실제 촬영본에서는 반영되지 않았다. 캔턴 델라웨어가 로리를 쫓는 장면은 애리조나주 글렌캐년 댐에서 촬영됐다. 댐 위에서의 추격전은 미국 로케이션 일정 가운데 마지막으로 촬영되는 장면이었다. "The Impossible Astronaut"과 "Day of the Moon"은 닥터후 역사상 미국에서 본 촬영을 진행한 최초 사례로 남게 되었다. 캔턴 델라웨어가 뉴욕시  빌딩에서 리버송을 쫓는 장면은 미국이 아닌 카디프 중심부에서 촬영됐다. 리버송이 뛰어내리는 시퀀스를 위해 스튜디오에 세트장을 제작했고, 실제 점프는 배우 앨릭스 킹스턴을 대신해 스턴트우먼이 투입되었다. 51구역을 배경으로 한 장면은 사우스 웨일스의 미사용 대형 격납고에서 촬영되었다.
플로리다 고아원은 웨일스 몬머스셔의 버려진 트로이 하우스에서 촬영되었다. 건물 밖에 폭풍우가 몰아치는 듯한 효과를 더하기 위해 제작진은 야외에 레인머신을 배치하고 번개를 연출하기 위해 깜박이는 조명을 설치했다. 사일런스는 마닉스 반 덴 브로크와 다른 배우들이 실제로 연기하였다. 사일런스의 가면을 착용하면 배우들이 앞이 보이지 않게 되기 때문에 걸을 때에는 두 사람의 안내를 받아야 했다. 반 덴 브로크는 후반 작업 중에 다른 배우로 교체되어 사일런스의 성우로는 나서지 못했다. 에피소드 결말부에서는 시즌5 "The Lodger"에서 사용했던 관제실 세트장을 재활용했다. 모펏은 이 세트장이 사일런스 기지로 적절하다는 생각에 재활용하기로 결정했다. 다만 이전 등장과 비해 더 어둡고 사악한 느낌을 주기 위해 세트장을 변형하였다.

## 방송과 평가
"Day of the Moon"은 2011년 4월 30일 오후 6시 영국 BBC One에서 처음 방송되었으며, 같은 날 미국 BBC 아메리카에서도 방송되었다. 밤사이 시청자수 통계에 따르면 총 540만 명으로 집계되어 전주보다 110만 명 감소했다. 최종 집계된 시청자수는 BBC One에서 총 730만 명으로, 주간 방영된 프로그램 가운데 7위를 기록했다. 시청지수는 87점으로 "우수" 등급을 받았다.

### 평론가들의 반응
평론가들의 반응은 대체로 긍정적이었다. 가디언지의 댄 마틴은 "액션, 긴장감, 공포, 그리고 회사원 정장을 입은 리버 송"에 대해 호평하였으나 "중간 부분이 약간 처진다"고 평했다. 마틴은 에이미와 캔턴 델라웨어가 고아원에 들어간 장면이 이번 에피소드의 "공포 요소"라고 보았다. 댄 마틴은 이후 최종화를 제외한 시즌6 에피소드 가운데 네번째로 좋았던 에피소드로 평가했다. 디지털 스파이의 모건 제프리는 "시즌 첫화에서 짜릿한 오프닝 도박을 보여줘놓고서 'Day of the Moon'에서도 비슷하게 스릴 넘치는 액션의 맹공격으로 시작하는 것은 놀라운 일이 아닐 것이다"라고 평가했다. 제프리는 나노레코더 (닥터가 에이미의 손에 박은 기기)에 대해서도 "등장인물들이 사일런스를 보고 겁에 질린 자기 자신의 외침을 듣는 불안한 순간"을 제공한다는 점에서 호평했다. 하지만 마지막 장면에 대해서는 "이 에피소드의 가장 큰 결점을 드러낸다. 간단히 말해서, 해결되지 않은 부분이 너무 많다"고 지적했다. 결론적으로 제프리는 "'The Impossible Astronaut'이 설정을 깔아두었다면 'Day of the Moon'은 해답을 제공하여야 할 텐데 그런 면에서 다소 흔들렸다"고 평가했다. 제프리는 이번 에피소드에 별 5개 중 4개를 매겼다.
메트로지의 톰 필립스는 "에이미와 캔턴의 고아원 잠입은 최근 주류 드라마에서 말 그대로 소름 돋게 만드는 공포의 대활약일뿐만 아니라, 진짜 정말 기괴하기도 했다. 죽은 박쥐인간마냥 천장에 둥지를 틀고 있는 사일런스의 광경은 수많은 어린이들의 악몽 속에서 계속 살아있을 것"이라고 평했다. SFX지의 데이브 골더는 이번 시즌이 "이전의 다른 어떤 시즌과도 닮지 않은 모습을 보이고 있다. 순차대로 진행되는 정통 에피소드 형식 시리즈에서 훨씬 더 멀어졌고, 드라마 로스트에서 볼 법한 스토리텔링에 가까워졌다"고 평했다. 이번 에피소드는 "나중에 가서 만족시키려고 그저 뜀박질하려던 것은 아니었다. 재미를 원해? 공포를 원해? 액션을 원해? 그럼 다 줄게. 그 전부가 깔끔한 나비넥타이로 딱 묶여 있지는 않다"고 평가했다. 이어서 골더는 "다시 한번 우리에게 뛰어난 연출, 눈부신 연기, 거의 완벽한 특수효과와 멋진 무대를 선사했다... 'Day Of The Moon'은 엄청 재미있고, 쉽게 즐길 수 있고, 클리프행어의 축복을 거쳐 입이 떡 벌어질 만큼 예상치 못한 사건으로 시청자를 사로잡을 것"이라고 평하며 별 5개 중 4개를 부여했다.
IGN 평론가 맷 리즐리는 이번 에피소드에 10점 만점에 9점을 매기면서 "'The Impossible Astronaut'의 스릴과 오싹함, 정신을 강타하는 반전을 유지하면서, 전작의 엄청난 속도를 거의 완벽하게 구성된 45분짜리 TV 에피소드로 어떻게든 조정해냈다"고 호평했다. 전편과 비교했을 때에는 "더 무섭고, 더 소름 끼치고... 더 많은 액션을 모든 곳에 가득 채웠으며... 적당히 장대하면서도 신화적으로 확대되어 나가는 명성에 한몫했다"고 평가했다. 또한 "드라마 전체가 완전히 새로운 에너지를 가지고 있으며 이제부터 닥터후가 어디로 향할지 빨리 보고 싶다"고 끝맺었다.
데일리 텔레그라프의 게빈 풀러는 이번 에피소드에 대해 "지난주에 흥미로운 클리프행어를 걸어놓고, 이번주 오프닝 전 이야기에서도 스티븐 모펏이 전개 방향을 바꾸는 트릭을 또 걸은 것, 것도 에이미와 로리가 총살당한다는 충격 강도가 높은 소재를 보여준 것이 조금 짜증났다"며 혹평을 내렸다. 그리고 그보다 더 짜증난 부분이 있다면 "지금 정확히 무슨 일이 벌어지고 있는지, 이전 에피소드의 사건과는 무슨 관계가 있는지를 명확히 설명하지도 않고 시청자에게 공백을 남긴 것"이라고 지적했다. 풀러는 줄거리와 결말이 "해답보다 더 많은 질문을 제기할 뿐"이라면서, 주요 스토리라인은 "몇주에 걸쳐 시청자들의 집중이 요구될 텐데, 이번 주에 시청하는 평범한 시청자들, 그리고 내가 보기에 적잖은 팬들이 지금 벌어지는 상황에 당혹감에 놓이게 되었을 것"이라고 보았다. 다만 "여전히 이번 에피소드는 흥미롭고, 작가들이 상상력을 활용하기만 한다면 닥터후가 텔레비전에서 조금이라도 다른 이야기를 전할 수 있는 모습을 보여주었다"고 평가했다.